# Feugarolles
Feugarolles är en kommun i departementet Lot-et-Garonne i regionen Nouvelle-Aquitaine i sydvästra Frankrike. Kommunen ligger i kantonen Lavardac som tillhör arrondissementet Nérac. År 2022 hade Feugarolles 1 015 invånare.

## Befolkningsutveckling
Antalet invånare i kommunen Feugarolles
| Referens: INSEE |